# Jerzy Stefan Stawiński
Jerzy Stefan Stawiński (1. července 1921, Zakręt – 12. června 2010, Varšava) byl polský prozaik, filmový scenárista a režisér.
Své první scénáře napsal polovině 50. let 20. století pro režiséry Andrzeje Munka a Andrzeje Wajdu. Je autorem předloh k filmům Člověk na kolejnicích (Czlowiek na torze, 1957), Eroica (1957), Kanály (Kanały, 1957) nebo Křižáci (1960).